# دنيس كينيدي
دنيس كينيدي (بالإنجليزية: Dennis Kennedy)‏ هو مختص في الدراسات المسرحية ‏ أمريكي، ولد في 1 نوفمبر 1940.